# Conus solangeae
Conus solangeae é uma espécie de gastrópode do gênero Conus, pertencente a família Conidae.